# Gaston Génin
Pour les articles homonymes, voir Génin.
Gaston Génin (Culey, Meuse 19 juin 1901-Albine, Tarn le 2 août 1936) est un aviateur français, titulaire du brevet de pilote à 20 ans.

## Biographie

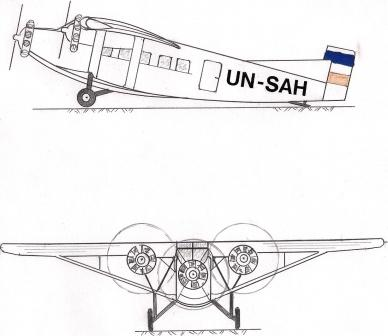
Farman F.300 et F.301.

Il développe les premières techniques de vol aux instruments et réalise le 19 décembre 1930 le premier atterrissage réel aux instruments sur un Farman F.300 pendant un vol Le Bourget-Dortmund et cela grâce au badin.
Il a été pilote de l'Aéropostale.

## L'accident
Son avion (un trimoteur métallique Wibault 283T-12 F-ANBL), parti du Bourget à 2 h 45 du matin, s'écrase le 2 août 1936 à Albine dans la Montagne Noire aux environs de 5 heures, tandis qu'il transportait du courrier pour l'Amérique du Sud. Gaston Génin, alors chef pilote à Air France est tué ainsi que le copilote Roger Savarit et le radio Albert Aubert,. Son ami Jean Mermoz se joint aux secours pour ramener son corps, en le portant sur ses épaules.
La cause de cet accident est l'erreur fatale commise par l'opérateur de radio-goniométrie au sol à Toulouse qui a transmis à l'avion sa position à l'ouest de la ville alors qu'en fait il se trouvait à l'est.

## Distinctions
Officier de la Légion d'honneur